# 김해 신천리 이팝나무

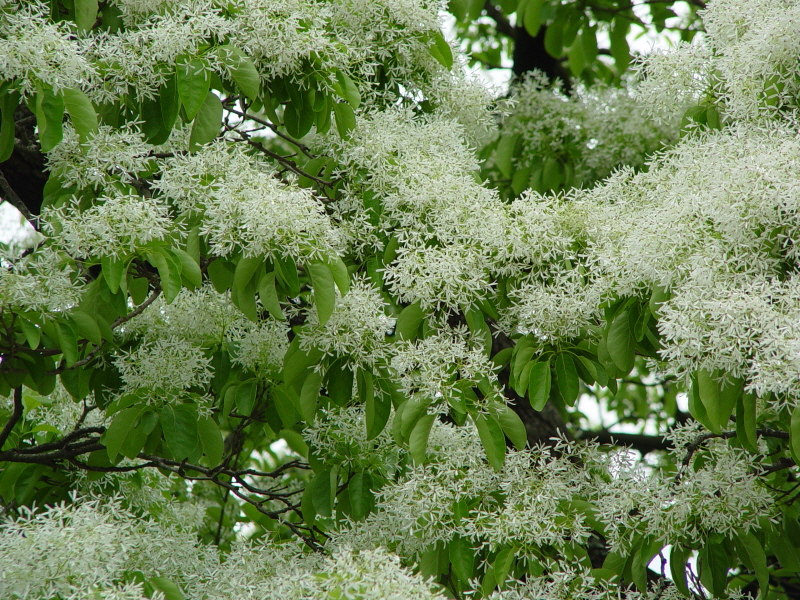
김해 신천리 이팝나무

김해 신천리 이팝나무는 대한민국 경상남도 김해시 한림면 신천리에 있는 이팝나무이다. 대한민국의 천연기념물 제185호로 지정되어 있다.